# UFC Fight Night: Gane vs. Volkov
UFC Fight Night: Gane vs. Volkov（ユーエフシー・ファイトナイト：ガーヌ・バーサス・ヴォルコフ、別名UFC Fight Night 190、UFC on ESPN+ 48）は、アメリカ合衆国の総合格闘技団体「UFC」の大会の一つ。2021年6月26日、ネバダ州ラスベガスのUFC APEXで開催された。

## 大会概要
本大会はシリル・ガーヌとアレキサンダー・ヴォルコフのヘビー級戦が組まれた。

## 試合結果

### プレリミナリーカード
第1試合 ライト級 5分3R
○  ダミア・ハゾビック vs.  ヤンシー・メデイロス ×
3R終了 判定3-0（29-28、29-28、29-28）
第2試合 フェザー級 5分3R
○  チャールズ・ローザ vs.   ジャスティン・ジェインズ ×
3R終了 判定2-1（30-27、28-29、29-28）
第3試合 女子バンタム級 5分3R
○  ジュリア・アビラ vs.  ユリア・ストリアレンコ ×
3R 4:19 リアネイキドチョーク
第4試合 ライトヘビー級 5分3R
○  マルチン・プラフニオ vs.  アイザック・ビラヌエバ ×
2R 0:56 TKO（左ミドルキック）
第5試合 ウェルター級 5分3R
○  ジェレマイア・ウェルズ vs.  ワーレイ・アウヴェス ×
2R 0:30 KO（右フック→パウンド）
第6試合 ウェルター級 5分3R
○  シャフカト・ラフモノフ vs.  ミシェウ・プラゼレス ×
2R 2:10 リアネイキドチョーク
第7試合 ライトヘビー級 5分3R
○  ケネディ・エンジーチュクー vs.  ダニーロ・マルケス ×
3R 0:20 TKO（スタンドパンチ連打）

### メインカード
第8試合 ライト級 5分3R
○  ヘナート・モイカノ vs.  ジャイ・ハーバート ×
2R 4:34 リアネイキドチョーク
第9試合 ウェルター級 5分3R
○  ティム・ミーンズ vs.  ニコラス・ダルビー ×
3R終了 判定3-0（29-28、29-28、29-28）
第10試合 フェザー級 5分3R
－  アンドレ・フィリ vs.  ダニエル・ピネダ －
2R 0:46 ノーコンテスト（偶発的なサミング）
第11試合 バンタム級 5分3R
○  ティムール・バリエフ vs.  ラオーニ・バルセロス ×
3R終了 判定2-0（28-28、29-28、29-28）
第12試合 ヘビー級 5分3R
○  タナー・ボーザー vs.  オヴィンス・サンプルー ×
2R 2:31 TKO（右ストレート→パウンド）
第13試合 ヘビー級 5分5R
○  シリル・ガーヌ vs.  アレキサンダー・ヴォルコフ ×
5R終了 判定3-0（50-45、50-45、49-46）

### 各賞
ファイト・オブ・ザ・ナイト：ティムール・バリエフ vs. ラオーニ・バルセロス
パフォーマンス・オブ・ザ・ナイト：ケネディ・エンジーチュクー、マルチン・プラフニオ
各選手にはボーナスとして5万ドルが授与された。

### カード変更
負傷などによるカードの変更は以下の通り。